# پل نویا
پل نویا (به فرانسوی: Paul Nwyia) 
(۱۹۲۵ - ۱۹۸۰) اسلام‌شناس و عرفان‌پژوه فرانسوی بود.
مهم‌ترین اثر او، تفسیر قرآنی و زبان عرفانی است که در آن به ارتباط میان بسط و تکامل زبان و تفکر عارفان و زبان قرآن و مفاهیم آن می‌پردازد.